# Термінологія сучасного мистецтва
«Термінологія сучасного мистецтва, або  «Термінологія сучасного мистецтва. Означення, неологізми, жаргонізми сучасного візуального мистецтва України»  — книга, написана  мистецтвознавцями   Глібом Вишеславським  і Олегом Сидором-Гібелиндою. Колективна монографія   вперше в Україні  висвітлює етапи розвитку   сучасного мистецтва на прикладах художніх практик вітчизняних українських художників, з деякими  конотаціями до аналогічних практик у Західному мистецтві.  

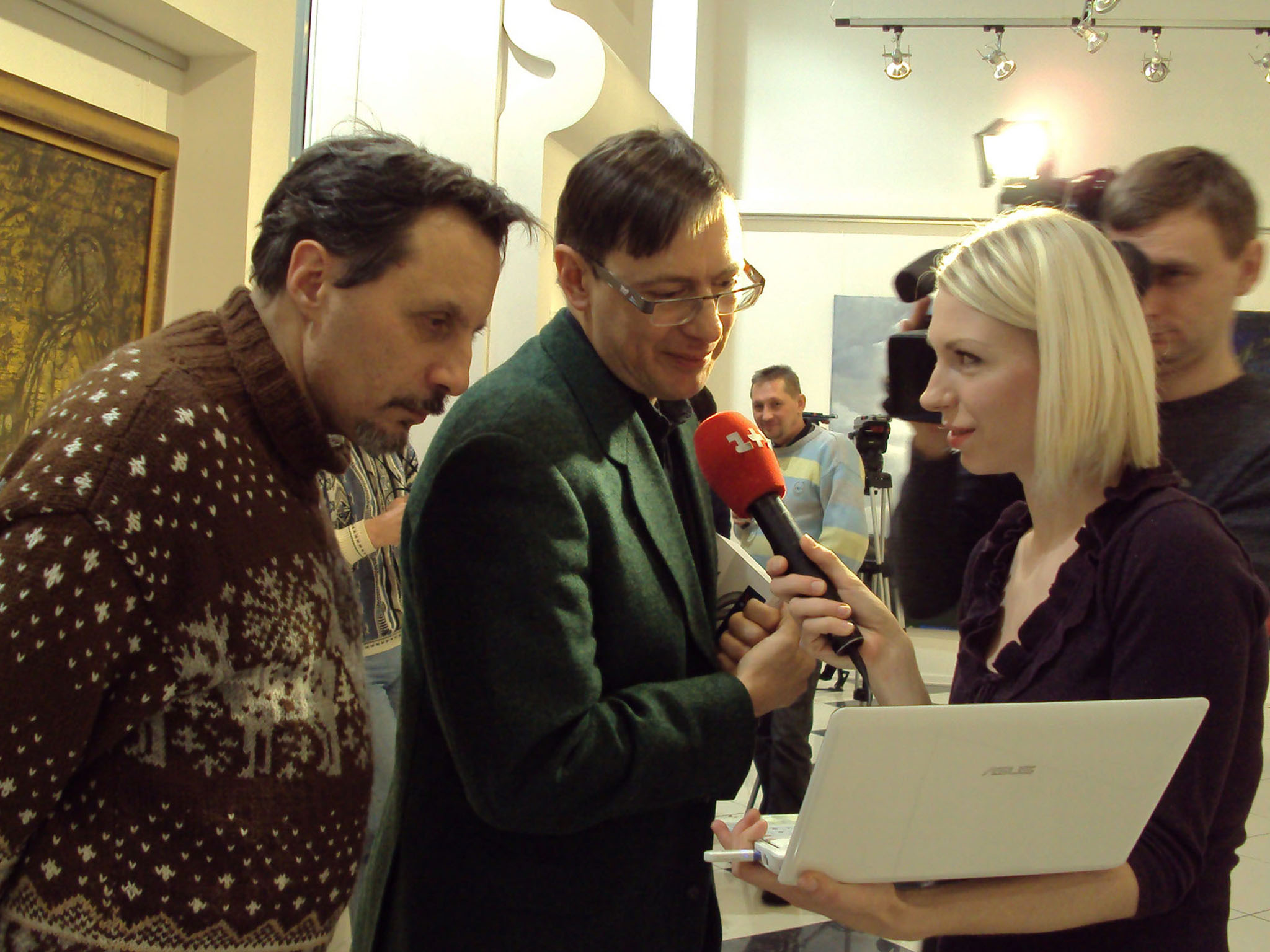
О. Сидор-Гібелинда (ліворуч) і Г. Вишеславський на презентації книги «Термінологія сучасного мистецтва в галереї «Дукат». 2010

Як зазначено у рецензії: «Авторство книжки… не викликатиме жодних нарікань, адже автори протягом останніх 20 років працювали найперше саме над цією темою, що доводить, зокрема,  досить переконлива бібліографія кожного з них.» Обидва автори працюють в  ІПСМ НАМ України, де захистили кандидатські дисертації з культурології й мистецтвознавства.
Видання побудоване за словниковим принципом, тобто містить енциклопедичні статті, розташовані в алфавітному порядку, від «А» до «Я». Автори  вдалися до складної систематизації мистецтва під час його творення сучасними митцями, про що зазначають у передмові: «На жаль, історія сучасного українського мистецтва не має загальновизнаної періодизації, типології, методології, а, отже, термінології… Автори словника сподіваються, що це видання слугуватиме кращому  розумінню сучасного мистецтва серед широкого загалу читачів та стане першою зі сходинок у подальших наукових розвідках.» Кожна стаття видання містить перелік джерел, які дали підставу для її написання, серед яких не тількі наукова, а й оперативна журналістська інформація з інтерв’ю, каталогів, прес-релізів, буклетів і т.і.
До книги увійшли  терміни  як загальновживані, так і неологізми, яких раніше не існувало. Авторський підхід позначився  і в статтях  про відомі серед мистецтвознавців терміни, таких  як «Авангард», « Андеграунд»,  «Модернізм», «Нонконформізм»,  «Трансавангард»,  «Постмодернізм» тощо.  Попередня історія мистецтва вдало поєднана з новітніми практиками,  які потребують осмислення. Це статті  « Кібер-арт», «Лендарт», «Медіа-мистецтво» ,  «Нова українська хвиля» , «Перформанс»,  «Симулякр»,  «Український трансавангард»  які  й досі існують, не припинячи свій розвиток на нових щаблях історії.
Неологізми, і навіть жаргонізми,  запропоновані молодими авторами, можливо й не будуть канонізовані  в майбутніх підручниках, проте, надають книзі характеру жвавого діалогу з  процесом сьогочасного творення мистецтва, цікавого навіть пересічному глядачеві. Адже не зайве дізнатися, що таке  «Геліографіті» «Світлограма», «Пєцки», «Фондяк». Прочитавши, можна й не погодитися з такими означеннями як «Кретинічний реалізм», «Секонд хенд»,  «Тральфреалізм», «Фаршинг», «Шматарство» та іншими, що спонукає читачів до власної креативності.
Скласти своє судження про художників та їхні незвичні практики допомагають підібрані авторами  ілюстрації й фотографії, архівовані протягом багатьох років, які на сьогодні вже становлять  виняткову історичну цінність (понад 500 зображень).   Чимало з відмічених  на сторінках митців набули слави (зажиттєвої й посмертної), їхні твори придбали музеї й відомі колекціонери.  На світлинах книги всі, хто допомагав створювати терміни, ще  молоді й зухвалі  — Олександр Гнилицький,  Олег Голосій, Олександра Прахова,  Антон Соломуха, Григорій Столбченко, Феодосій Тетянич та інші. 
Чимало цікавого книга додає до біографій   відомих нині митців Петра Антипа,  Миколи Бабака, Олександра Бабака й  Тамари, Гліба Вишеславського, Олени Голуб,  Олександра Ройтбурда, Василя Рябченко, Арсена Савадова, Андрія Сагайдаковського, Сергія Святченка,   Анатоля Степаненка, Марини Скугарєвої,  Олега Тістола,  Анатоля Федірка, Василя Цаголова, Оксани Чепелик і багатьох інших.
Книга не ставить на меті зробити академічними запропоновані терміни й поняття, проте стимулює  дослідників уважніше ставитися до нових проявів у мистецтві, лояльно й демокртично зважувати досі незнайоме.
Видання здійснено винятково з метою просвітництва та популяризації української культури і є неприбутковим.
Ілюстрації надані авторами творів і/або авторами текстів із власних архівів на правах обмеженого викорстання з метою освіти.
В оформленні обкладинки використано роботу  Давида Бурлюка  «Карусель». 1928
Дизайн обкладинки   Ірини Айвазової і Гліба Вишеславського
Участь інституцій та їх логотипи: 

- Швейцарська культурна програма «Про Гельвеція»
- Музей Леоніда Вишеславського
- Галерея  «Арт-14»
- Галерея «Стедлі-Арт»
- Інститут проблем сучасного мистецтва Національної академії мистецтв України
- ЦСМ Совіарт
- Галерея «Дукат»
- Галерея «Ботега»
- Міжнародний благодійний фонд «Рідний дім»
- часопис «Антиквар»
- Поліграфічна фірма «Оранта»

## Виноски
1. ↑   Дана Козаченко. Вишеславський Г., Сидор-Гібелинда О. Термінологія сучасного мистецтва,  Париж-Київ, 2010 — 416 ст. // Галерея, №1/2 (41/42), 2010, ст.77.
2. ↑   (рос.) Від "а" до "я" // Антиквар. 2010. № 12 (49). С. 9.